# 神領古墳群
神領古墳群（じんりょうこふんぐん）は、鹿児島県曽於郡大崎町に所在する、古墳時代中期（5世紀代）の古墳群。
古墳分布圏の南端地域である大隅半島東岸部において、唐仁古墳群・塚崎古墳群・横瀬古墳などとともに古墳時代中期に出現した大型前方後円墳を伴う古墳群として知られる。

## 概要
神領古墳群は、大隅半島東部、志布志湾に臨む肝属平野北部の、田原川と持留川に挟まれた標高20〜25メートルのシラス台地上に位置する。同古墳群の南南東1.4キロメートルの低砂丘地帯には、鹿児島県第2位の規模を持つ前方後円墳の横瀬古墳（国の史跡）がある。
また、古墳群のある範囲は、15世紀に肝付兼光が築城した「旧大崎城」（1577年（天正5年）に西方の假宿地区に新しい大崎城が築城される以前の大崎城）の城域でもある。現在、台地縁辺部に沿った南北500メートル、東西400メートルほどの範囲に前方後円墳4基のほか、円墳9基が点在し、地下式横穴墓も8基以上存在することが確認されている。
前方後円墳4基のうち、6号墳（天子ヶ丘古墳）は1968年（昭和43年）の発掘調査後に消滅し、13号墳は前方部が消滅している。また11号墳は道路（かつての大隅線線路）の切通しによる掘削で、墳丘西側が縦方向に切断されている。10号墳は唯一前方部・後円部が残存し、2006年（平成18年）・2007年（平成19年）・2008年（平成20年）に鹿児島大学総合研究博物館の調査隊により3次にわたる発掘調査が行われ、墳丘前祭祀跡や人物埴輪の出土、新たな地下式横穴墓の発見などの成果が得られた。

## 調査
1959年（昭和34年）に1号地下式横穴墓（竜相地下式横穴墓）が発見され、河口貞徳によって調査され、鉄剣・鉄刀のほか内行花紋鏡が出土した。1962年（昭和37年）に前方後円墳の6号墳（天子ヶ丘古墳）から銅鏡（日光鏡・変形獣帯鏡各1面）が採取され、1968年（昭和43年）に大崎町教育委員会が発掘調査を行った。6号墳は、全長50メートル、高さ3メートルの前方後円墳であることが判明し、主体部は組合式石棺であることが確認された。1980年（昭和55年）から1993年（平成5年）の間に、大崎町教育委員会や鹿児島県教育委員会などにより3号地下式横穴墓〜7号地下式横穴墓が調査されている。

## 10号墳の調査

### 墳丘調査

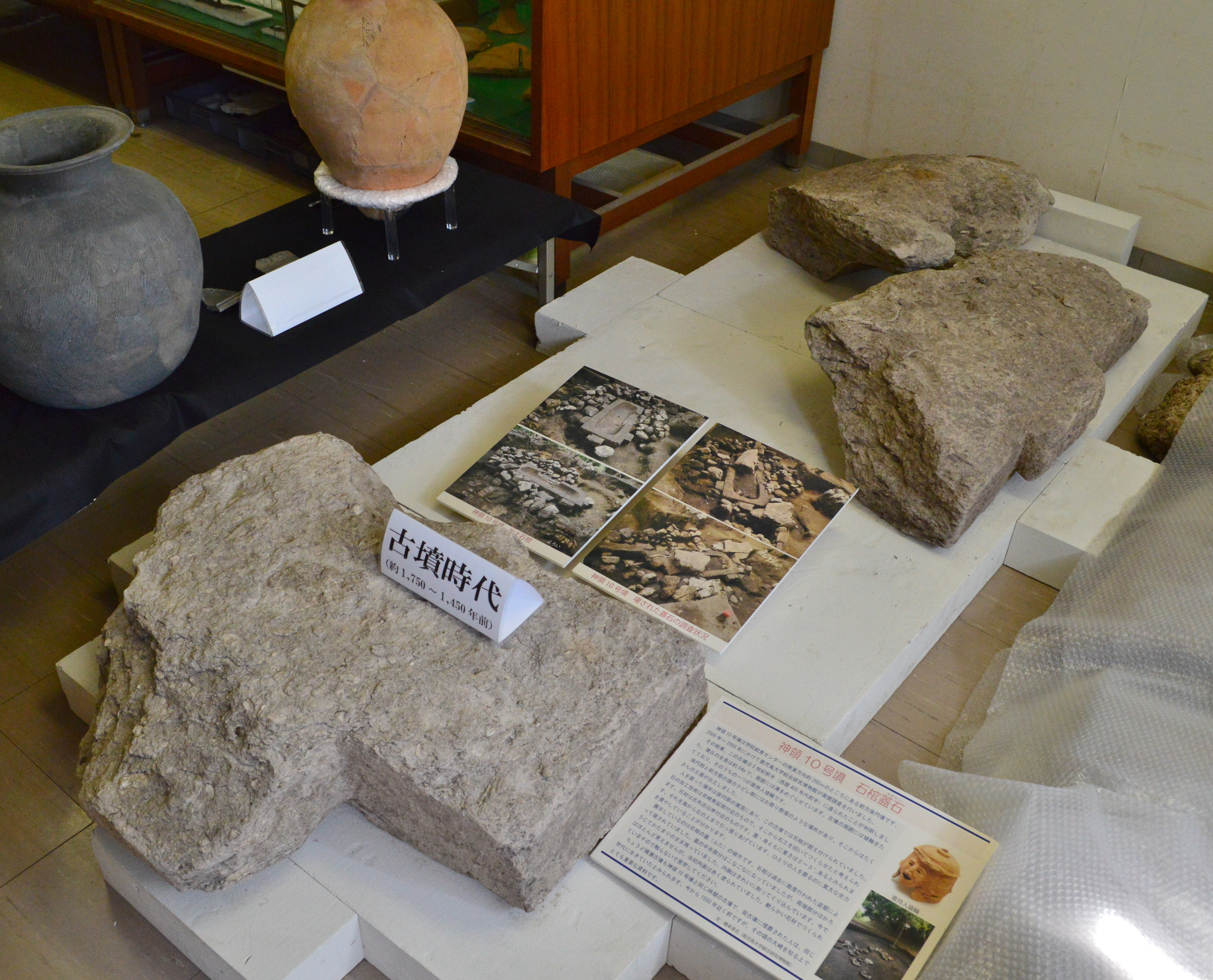
石棺蓋石大崎町中央公民館郷土資料展示室展示。

鹿児島大学総合研究博物館の調査隊による2006年（平成18年）の発掘調査では、墳裾に入れたトレンチ調査により、周溝の正確な規模が確定し、全長54メートルの前方後円墳であることが確認された。墳丘規模は同古墳群内で最大であり、出土遺物の年代から5世紀前半代の築造であることも確認され、同時期の横瀬古墳に次ぐ規模であったことなどが判明した。また、周溝内から、この古墳と共存関係にある地下式横穴墓が新たに3基確認された。
2008年（平成20年）の後円部墳頂の調査では、刳抜式舟形石棺が発見され、のちの分析で石材は志布志一帯で産出される入戸火砕流の溶結凝灰岩であることが判明した。刳抜式船形石棺自体は熊本県や宮崎県北部などの九州中部地域に多く分布するため、それらの地域から招聘された技術者（石工）により地元の石材を用いて製造されたと考えられている。
また墳丘西側くびれ部（前方部と後円部の接続部）付近では、土師器や須恵器を用いた墓前祭祀跡が発見され、須恵器は愛媛県伊予市内唯一の初期須恵器窯である「市場南組窯」で焼かれた広域流通品であった。

### 埴輪
墳丘西側くびれ部付近では、墓前祭祀跡のほか、多量の埴輪片が出土した。このうち人物埴輪は、眉庇付冑を装着し、極めて写実的に表現された顔を持つことを特徴とし、発見時は武人埴輪と思われていたが、のちの整理作業により、胴体部分の破片を接合・組み立てた結果、顔面部分に比べて極めて粗略な作りながら、盾を表現しており、埴輪の分類上、「盾持人」に属するものであることが判明した。

## 古墳時代の大隅半島
10号墳における一連の調査では、古墳本来の規模などの基礎的な情報のほか、伊予地域から搬入された初期須恵器の存在や埴輪の樹立、九州中部地域の技術を取り入れた船形石棺の存在など、同古墳の被葬者が広域の地域間交流を背景に技術・情報を掌握し、取り入れていた強力な首長であったことを示す成果が得られている。
大隅半島の志布志湾岸・肝属平野部では、神領古墳群のほか、岡崎古墳群や塚崎古墳群・唐仁古墳群・横瀬古墳などの古墳時代前期〜中期の古墳が多く分布するものの、鹿児島県下の古墳時代像は、かつて「熊襲・隼人の地」などと言われた歴史観も重なり、弥生時代以降の文化的な発展が停滞し、他地域から「隔絶」「孤立」した地域と見なされがちであったが、神領古墳群の調査成果は、当地域が畿内や瀬戸内、さらに南島などとも積極的に交流していたことを示し、九州南部の古墳時代像に再考を迫るものとなっている。

## 関連文献
- 東和幸「鹿児島県内の主要な古墳 高塚墳 神領古墳群」『鹿児島考古』第26巻、鹿児島県考古学会、1992年6月、28-30頁、CRID 1390291932666948608、doi:10.24484/sitereports.121242-60542。